# Benthesicymus
Benthesicymus is een geslacht van kreeftachtigen uit de klasse van de Malacostraca (hogere kreeftachtigen).

## Soorten
- Benthesicymus altus Spence Bate, 1881
- Benthesicymus armatus MacGilchrist, 1905
- Benthesicymus bartletti Smith, 1882
- Benthesicymus brasiliensis Spence Bate, 1881
- Benthesicymus cereus Burkenroad, 1936
- Benthesicymus crenatus Spence Bate, 1881
- Benthesicymus howensis Dall, 2001
- Benthesicymus investigatoris Alcock & Anderson, 1899
- Benthesicymus iridescens Spence Bate, 1881
- Benthesicymus laciniatus Rathbun, 1906
- Benthesicymus seymouri Tirmizi, 1960
- Benthesicymus strabus Burkenroad, 1936
- Benthesicymus tanneri Faxon, 1893
- Benthesicymus tirmiziae Crosnier, 1978
- Benthesicymus urinator Burkenroad, 1936